# Elandantiloper
Elandantiloper (Taurotragus) är ett släkte i underfamiljen oxdjur bland slidhornsdjuren. Det finns två arter som lever i Afrika, jätteeland (T. derbianus) och vanlig eland (T. oryx).

## Beskrivning
Elandantiloper är stora antiloper. De når en kroppslängd upp till 3,5 meter, en mankhöjd upp till 1,8 meter och en vikt mellan 400 och 1000 kilogram. Den robusta kroppen sitter på jämförelsevis smala extremiteter och svansen är lång. Kännetecknande är en dröglapp under halsen. Arterna skiljer sig huvudsakligen åt genom pälsens färg. Jätteeland är rödbrun och elandantilopen är mera gråbrun. Hos bägge arter finns smala vita tvärstrimmor på kroppen. Jätteeland är trots namnet inte större än elandantilopen men den har större horn.
Hos bägge kön finns horn som vrider sig runt mittaxeln. Hos jätteeland blir de upp till 1,2 meter långa.
Elandantilopernas närmaste släktingar hittas i släktet Tragelaphus och ibland listas elandantiloperna till detta släkte. Hos släktet Tragelaphus har däremot bara hannar horn (undantag bongo). Dessutom är dessa antiloper mindre och svansen är kortare. På grund av släktskapet sammanfogas bägge släkten i tribus Tragelaphini bland oxdjuren.